# Brian Lenihan
Brian Lenihan (Cork, Írország, 1994. június 8. –) ír labdarúgó, aki jelenleg a Hull Cityben játszik. Jobbhátvédként és középpályásként is képes pályára lépni.

## Pályafutása
Lenihan a College Corinthians ifiakadémiáján kezdett el futballozni. 2012 júliusában került a Cork Cityhez, ahol két év alatt 27 bajnokin lépett pályára. 2014 nyarán több angol klub is érdeklődött iránta, végül 2014. augusztus 31-én a Hull Cityhez igazolt. Egyes források szerint a csapat 200 ezer fontot fizetett érte.
2014 novemberében a Blackpool egy hónapra kölcsönvette. November 8-án, a Leeds United ellen mutatkozott be, egy 3-1-es vereség alkalmával. November 25-én visszatért a Hullhoz, miután térdsérülést szenvedett. A Hull Cityben 2016. április 30-án, a Bolton Wanderers ellen debütált.

## Válogatott pályafutása
Lenihan korábban szerepelt az U19-es ír válogatottban. Az U21-es csapatban 2014 májusában, egy Katar elleni barátságos meccsen mutatkozott be. 2014 novemberében meghívták a felnőtt válogatott keretébe, de ott nem kapott játéklehetőséget.

## Külső hivatkozások
- Brian Lenihan pályafutásának statisztikái a Soccerbase oldalon (angolul)